# ريتشي فيني
ريتشي فيني (بالإنجليزية: Richie Feeney)‏ هو لاعب كرة القدم الغالية أيرلندي، ولد في 1 أغسطس 1983 في Castlebar ‏ في جمهورية أيرلندا.